# ネヴィル・デューク
ネヴィル・デューク（Neville Frederick Duke、1922年1月11日 - 2007年4月7日）は第二次世界大戦のイギリスのエース・パイロットで、戦後はテストパイロットとして働いた。1953年にホーカー ハンターF Mk3で1,171 km/hの速度記録を樹立した。
ケント県の Tonbridgeに生まれた。18歳の時に海軍航空隊に志願するが、入隊を許されず、空軍の士官候補生として採用された。パイロットの訓練を受けた後、ヨーロッパ上空での戦闘に参加し、1941年8月までに2機の撃墜を記録した後、北アフリカ112戦隊に派遣され、カーチス トマホークで戦闘に参加した。
1940年11月30日にドイツ軍の撃墜王オットー・シュルツに撃墜され、12月5日にも撃墜されるが、撃墜記録を伸ばし、部隊が性能向上したキティホークに機種変更されたこともあって、1942年2月までに8機を撃墜し、3月にDFCを受勲した。枢軸国の戦闘機フィアット CR.42やメッサーシュミット Bf 109を撃墜した。その後6ヶ月ほど、スエズ運河の地区で、戦闘機パイロットの訓練を行った。1942年11月に92戦隊で熱帯仕様のスピットファイヤ マークVで実戦復帰し、1943年2月に飛行隊長となり6月までに14機の撃墜数を増やした。Abu Sueirの第73訓練部隊でチーフ・インストラクターを務めた後、1944年3月にイタリア戦線にスピットファイヤ マークVIIIで参加し、5月に5機の撃墜を記録した。6月7日、撃墜され、Bracciano湖に墜落したが、イタリアのレジスタンスに匿われ、アメリカ軍に救出された。1944年9月7日に最後の撃墜を記録し、最終的に486回出撃し、27機の単独撃墜と2機の共同撃墜、1機の不確実撃墜、などを記録し、地中海方面での連合軍パイロットの中で最多の撃墜数を記録したパイロットとなった。
戦後はホーカーのテストパイロットになり。1946年にテディ・ドナルドソンの率いる空軍の高速飛行部隊に所属した。1948年8月に空軍を退役し、イギリス予備空軍に所属するとともに、ホーカー社のアシスタント・チーフテストパイロットとなり、1951年にウィンピー・ウェイドの死によって、チーフ・テストパイロットとなった。
ホーカー ハンターの開発に従事し、1951年7月原型機のP1067の初飛行を行った。1953年9月7日、ホーカー ハンターWB188で1,171 km/h（727.6マイル/h）の世界速度記録を樹立した（当時の肩書は少佐）。
1955年8月、ハンターの不時着事故により、背骨を痛め、1956年5月に再び着陸事故で、負傷を悪化させ、病院生活の後、1956年10月テストパイロットから引退した。1960年まで航空コンサルタントを務めた後、デューク航空を設立し、ジョージ・ダウティ卿の個人パイロットを務め、エドグレー航空機やブルックランズ航空機のテストパイロットも務めた。
著書に"Test Pilot"(1953年)、"Sound Barrier" (1953年)、"Crowded Sky" (1959年)  "War Diaries of Neville Duke" (1995年)がある。1953年、イギリス飛行クラブ金賞を受賞し、1993年には王立航空協会の会員に選ばれた。2001年Jeffrey Quill Medalを受賞し、Guild of Air Pilots and Navigatorsの名誉賞(Award of Honour)を受賞した。速度記録を樹立したハンターが展示されているTangmere Military Aviation Museumの名誉館長にも任じられた。
85歳のとき、妻と私有機で飛行中に具合が悪くなり、着陸に成功するが、動脈瘤で飛行機のそばに倒れ、救急車で病院に運ばれ、手術を受けたが、その夜死亡した。